# Lorenzo Greuter

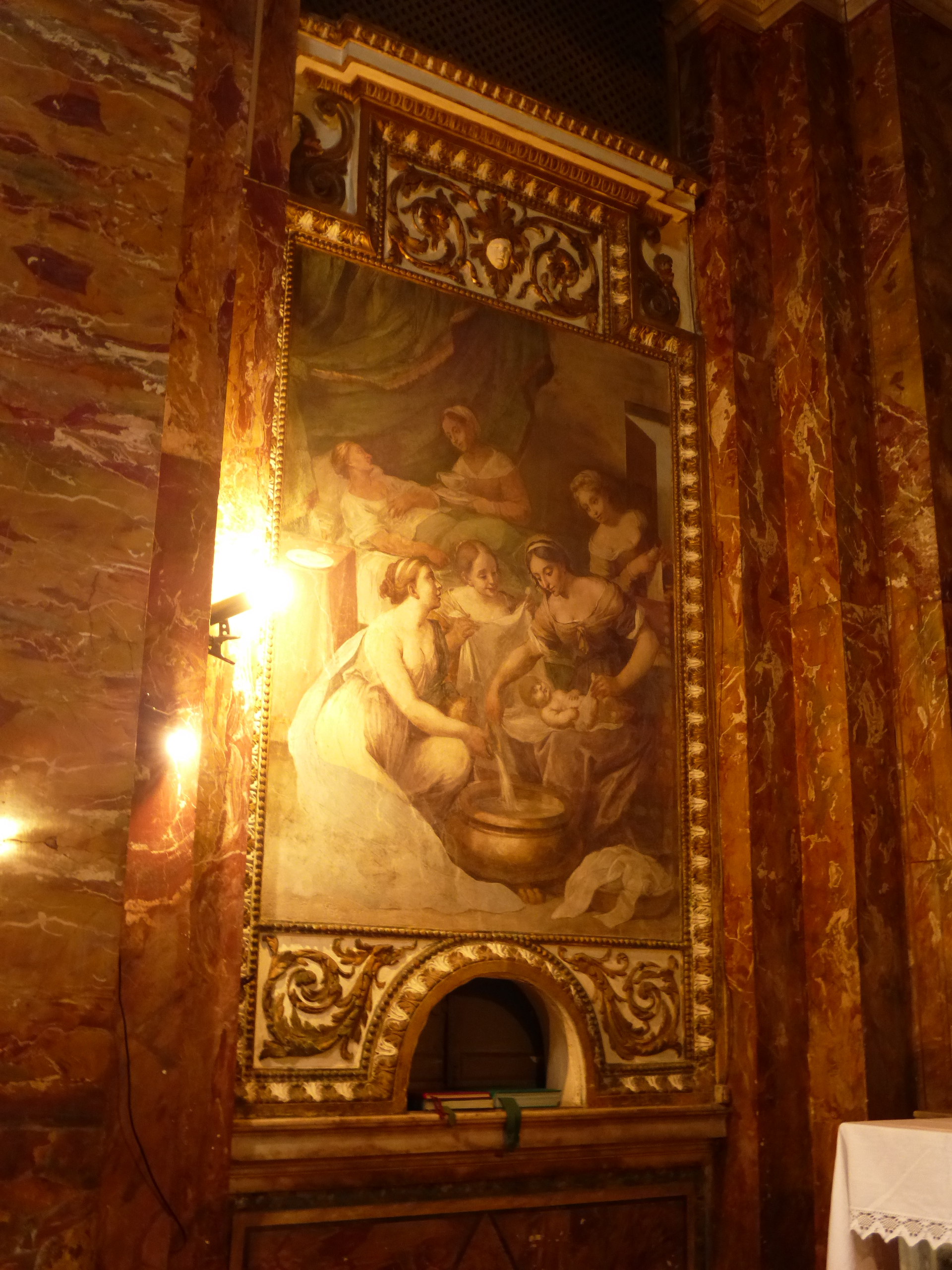
Fresken Jungfru Marie födelse (omkring 1645) i kyrkan Santa Maria in Porta Paradisi i Rom.

Lorenzo Greuter, född 17 april 1620 i Rom, död 30 maj 1668 i Rom, var en italiensk målare. Han har bland annat utfört en serie fresker i kyrkan Santa Maria in Porta Paradisi i Rom. Freskerna är Gud Fadern, Jungfru Marie födelse, Jungfru Marie frambärande i templet, Jungfru Marie avsomnande och Vila under flykten till Egypten.